# ارل مونرو
ارل مونرو (انگلیسی: Earl Monroe؛ زاده ۲۱ نوامبر ۱۹۴۴) یک بازیکن بسکتبال است.